# Col (Unix)
col è un comando Unix. Funge da filtro e permette di effettuare operazioni quali la sostituzione di tabulazioni in spazi (e viceversa).